# Holstebro Station
Holstebro Station er en dansk jernbanestation i byen Holstebro i Vestjylland. Stationsbygningen er tegnet af overarkitekt Heinrich Wenck, som bl.a. også har tegnet Københavns hovedbanegård. Stationen benyttes af både Midtjyske Jernbaner, Arriva og DSB
Holstebro Station ligger på jernbanestrækningerne Esbjerg-Struer og Vejle-Holstebro.

## Arkitektur
Den originale stationsbygning fra 1866 blev tegnet af den danske arkitekt Niels Peder Christian Holsøe. Den blev erstattet af den nuværende stationsbygning tegnet af Heinrich Wenck i 1904. Stationsbygningen blev fredet i 1992.

## Sønderport
På Vejle-Holstebro-banen fandtes i Holstebro desuden billetsalgsstedet Sønderport, som blev nedgraderet til trinbræt i 1968 og nedlagt i 1979. Privatbanen Ringkøbing-Ørnhøj-Holstebro Jernbane havde 1925-1961 endestation på Holstebro Sydbanegård, hvorfra der var en gangtunnel for passagerer til Sønderport og forbindelsespor, så privatbanen kunne udveksle godsvogne med DSB. Fra 1949 til banens lukning i 1961 kørte Ørnhøjbanens tog helt ind til Holstebro Station.